# (2152) Hannibal
(2152) Hannibal ist ein Asteroid des Hauptgürtels, der am 19. November 1978 vom Schweizer Astronomen Paul Wild, vom Observatorium Zimmerwald der Universität Bern aus, entdeckt wurde.
Der Asteroid ist nach Hannibal, dem großen Feldherrn der Antike, benannt.